# Enrique Manuel Hernández Rivera
Enrique Manuel Hernández Rivera (ur. 12 sierpnia 1938 w Camuy) – portorykański duchowny rzymskokatolicki, w latach 1981-1988 biskup Caguas.

## Życiorys
Święcenia kapłańskie przyjął 8 czerwca 1968. 11 czerwca 1979 został prekonizowany biskupem pomocniczym San Juan ze stolicą tytularną Vamalla. Sakrę biskupią otrzymał 17 sierpnia 1979. 13 lutego 1981 został mianowany biskupem Caguas, ingres odbył się 8 marca. 28 lipca 1998 zrezygnował z urzędu.